# 降魔灵符传
《降魔灵符传》是由Success开发的任天堂DS游戏，2006年6月8日发行。续篇为《降魔灵符传2》。

## 介绍
主人公阿它西、伊祖娜是“くノ一”忍一族的传人，由于村子笼罩着怪异气氛，所以主角在附近的洞窟和森林寻找答案找异变的原因。